# JFE都市開発
JFE都市開発株式会社（ジェイエフイーとしかいはつ、英文社名 JFE Urban Development Corporation）は、かつて存在した不動産業者（デベロッパー）である。
JFEホールディングスの傘下。「遊休地の再開発によりグループで保有する不動産の有効活用と価値増大を図ること」を目的に掲げていたが、2011年（平成23年）に、当初の事業目的をほぼ達成したとして、グループ内の事業再編によって同じくJFEホールディングス傘下のJFEスチールに合併された。JFEグループの所有地の都市開発、マンション（ブランド名「グランシーナ」）の分譲などを手がけていた。

## 沿革
- 1988年（昭和63年）7月1日 - 日本鋼管が総合都市開発事業部を設立し、マンション分譲事業を開始。
- 2003年（平成15年）4月1日 - 川崎製鉄・日本鋼管の不動産事業を継承し、新設分割により会社設立。
- 2007年（平成19年）3月19日 - 本社を、東京都千代田区丸の内から千代田区神田鍛冶町へ移転。
- 2009年（平成21年）9月7日 - 本社を神奈川県川崎市川崎区へ移転。
- 2010年（平成22年）7月1日 - 子会社・JFEアーバンプラス（現「三井物産フォーサイト」）の株式を三井物産に売却。
- 2011年（平成23年）3月11日 - 子会社・JFEアーバンレジデンスの清算結了。
- 2011年（平成23年）4月1日  - グループ都市開発事業の再編に伴い、アフターサービス事業をJFEライフが吸収分割したのち、JFEスチールに合併[1]。